# Het Pink
Het Pink is een oliemolen aan de Pinkstraat in Koog aan de Zaan, gemeente Zaanstad.
De molen werd rond 1751 gebouwd, waarschijnlijk op de vierkante, eikenhouten onderbouw van een voorganger uit 1620, een wipstellingmolen. De molen bleef ondanks verscheidene rampen tot het einde van de jaren twintig in bedrijf.

## Geschiedenis
Het Pink heeft in het begin maar één slagwerk gehad, dat later werd uitgebreid tot een voorslag- en naslagwerk. Dit slagwerk werd wegens onvoldoende ruimte diagonaal in de molen geplaatst. In 1751 werd het bovenstuk vervangen door een houten achtkant met een stelling op zeven meter boven het maaiveld. Op 15 november 1792 brak tijdens het malen met een zuidwester storm de pensteen en vloog de molen in brand, die echter bedwongen kon worden. In 1870 kwam de molen in het bezit van de fa. Adr. Honig. Op 15 maart 1876 werd bij storm met opgerolde zeilen en zonder acht windborden nog gemalen, waarbij de askop brak en met de roeden naar beneden viel, waardoor de stelling en de schuren zwaar werden beschadigd. Ook de met groen geverfd hout bedekte kap werd hierbij opgelicht. De nieuwe kap werd met riet gedekt en ook de ligger werd vervangen. Op 19 mei was de molen weer in bedrijf.
Op 16 november 1903 brak een houten roe en vernielde hierbij ook de andere roe. De nieuwe, houten roeden, eigenlijk te kort, waren afkomstig van de gesloopte oliemolen De Haan te Zaandam. Op 8 juli 1913 werd een houten roe vervangen door een ijzeren potroe en omstreeks die tijd werd ook de andere roe vervangen door eenzelfde type roe. Tegelijkertijd werd de houten wentelas vervangen door een ijzeren, afkomstig van de oliefabriek Het Hart te Zaandam. Op 25 juni 1915 werd de molen door de bliksem getroffen, maar de beginnende brand werd op tijd geblust. Op 11 september 1926 brak de bovenas, die vervangen werd door de as uit de onttakelde oliemolen De Jonker te Zaandam. In 1935 werd Het Pink aan de Zaanse VVV geschonken. Na aankoop door de Vereniging De Zaansche Molen in 1939 werd de molen gerestaureerd en is als een van de eerste molens in het land geregeld voor bezoek open gesteld. Bij de restauratie in 1939 werden onderdelen van een tweetal onttakelde oliemolens gebruikt.
In de Tweede Wereldoorlog werd wegens gebrek aan elektriciteit van 12 oktober 1944 tot 2 juli 1945 door de 'Zaanlandsche Stoomdrukkerij v/h E.N. Smit Wz' te Koog aan de Zaan met twee in de molen geplaatste drukpersen drukwerk vervaardigd.
Met de molen wordt door vrijwillige molenaars regelmatig lijnzaadolie geslagen op windkracht.

## Afbeeldingen

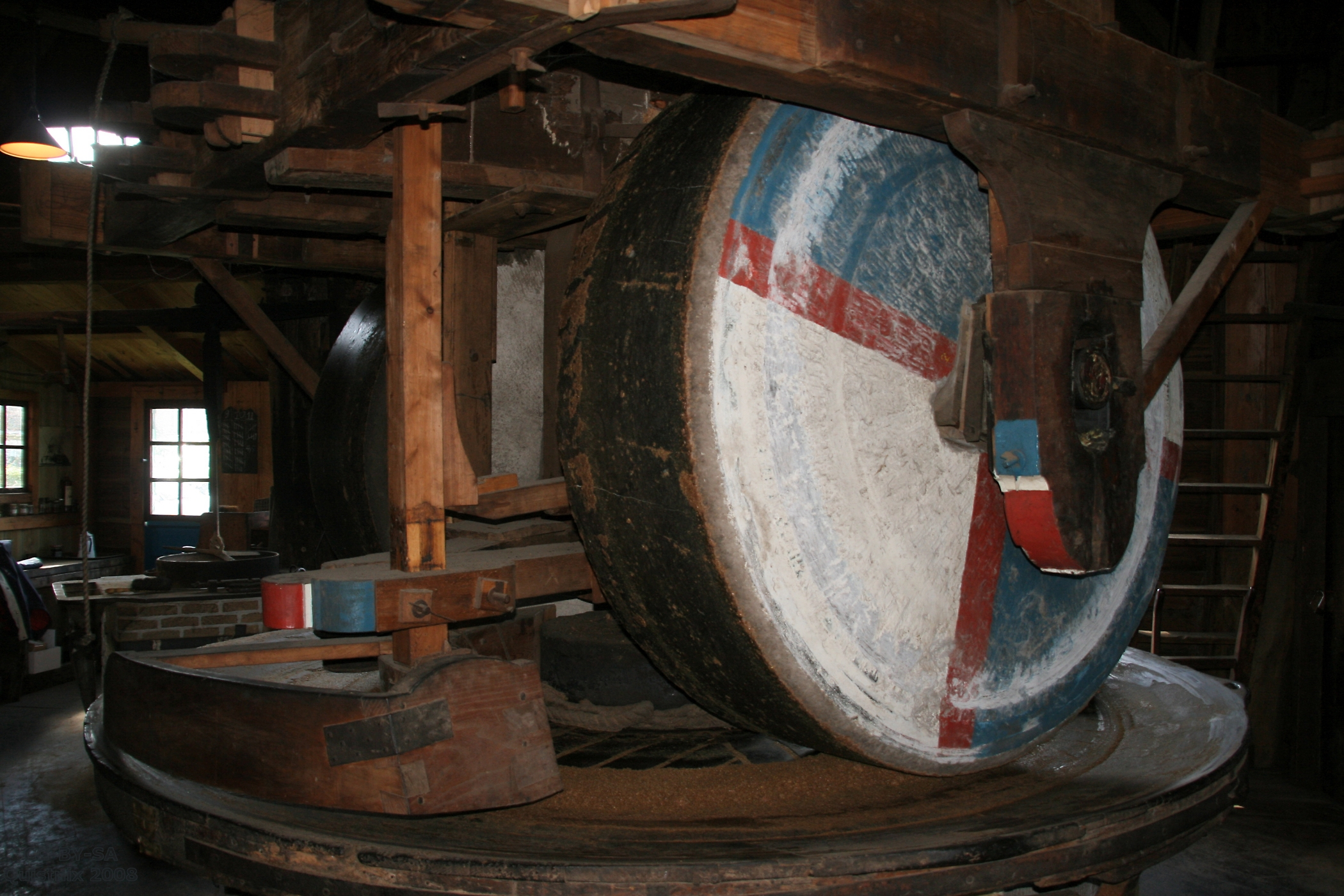
Kantstenen in de molen pletten lijnzaad
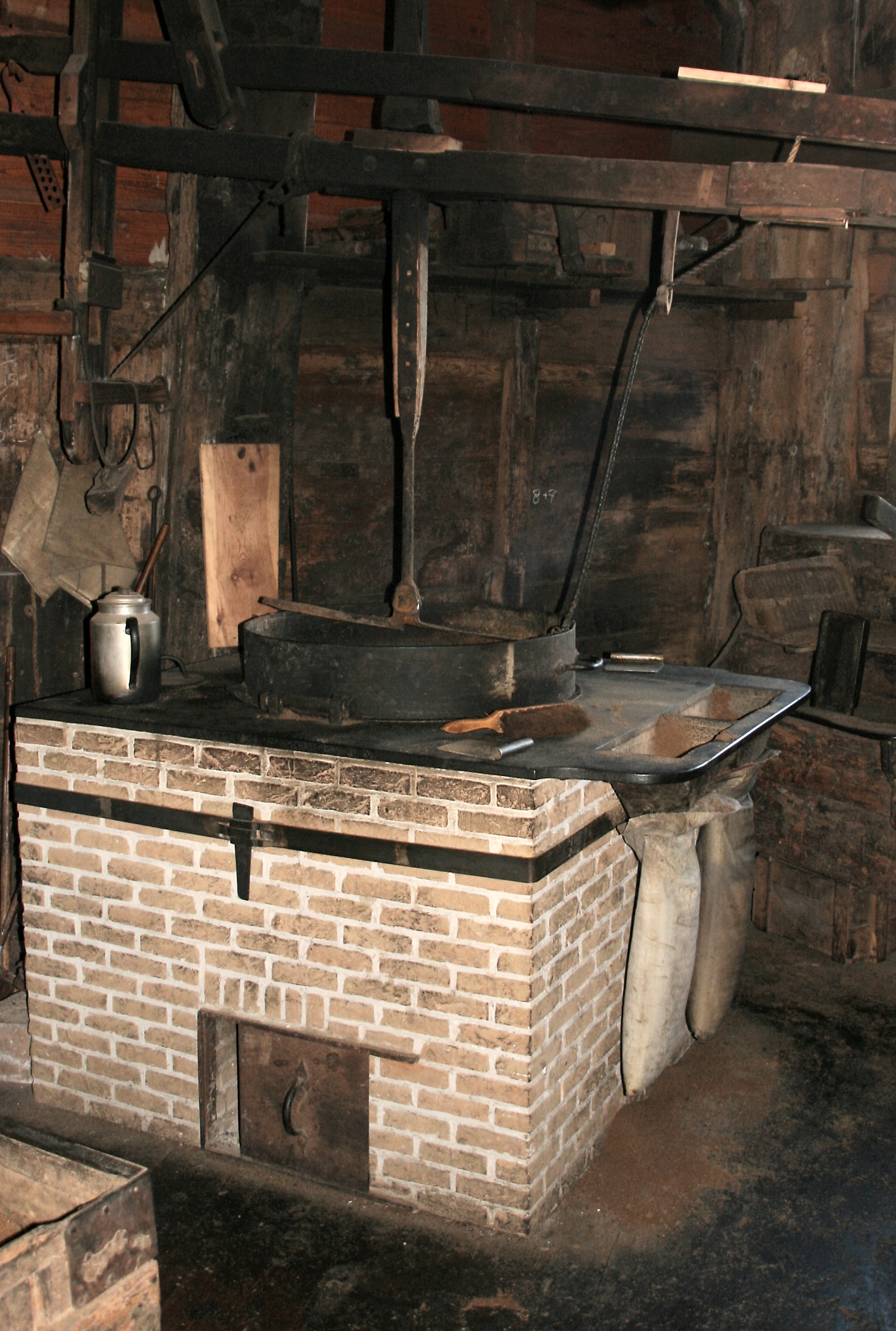
Turfgestookte voorslagvuister
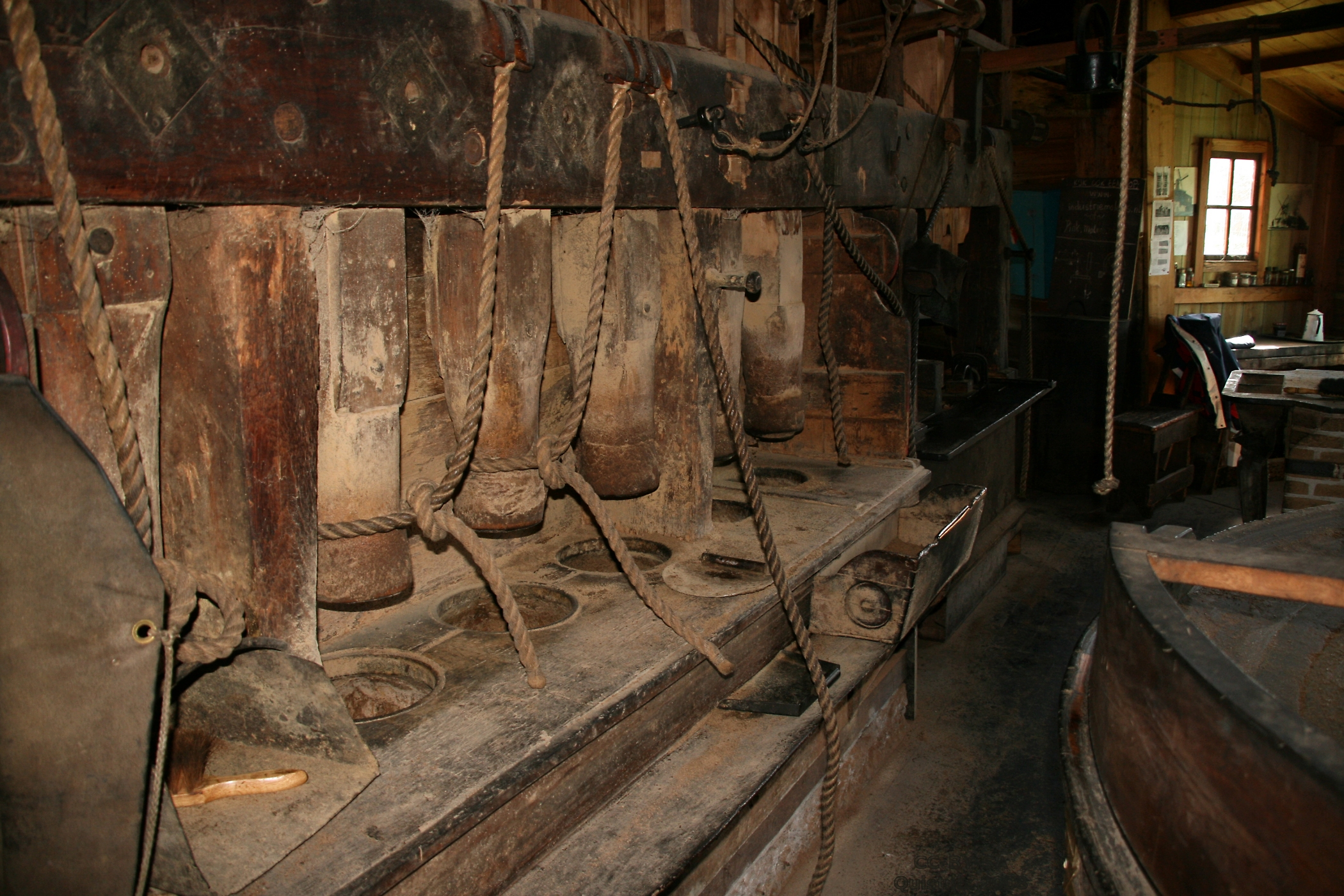
Stampers
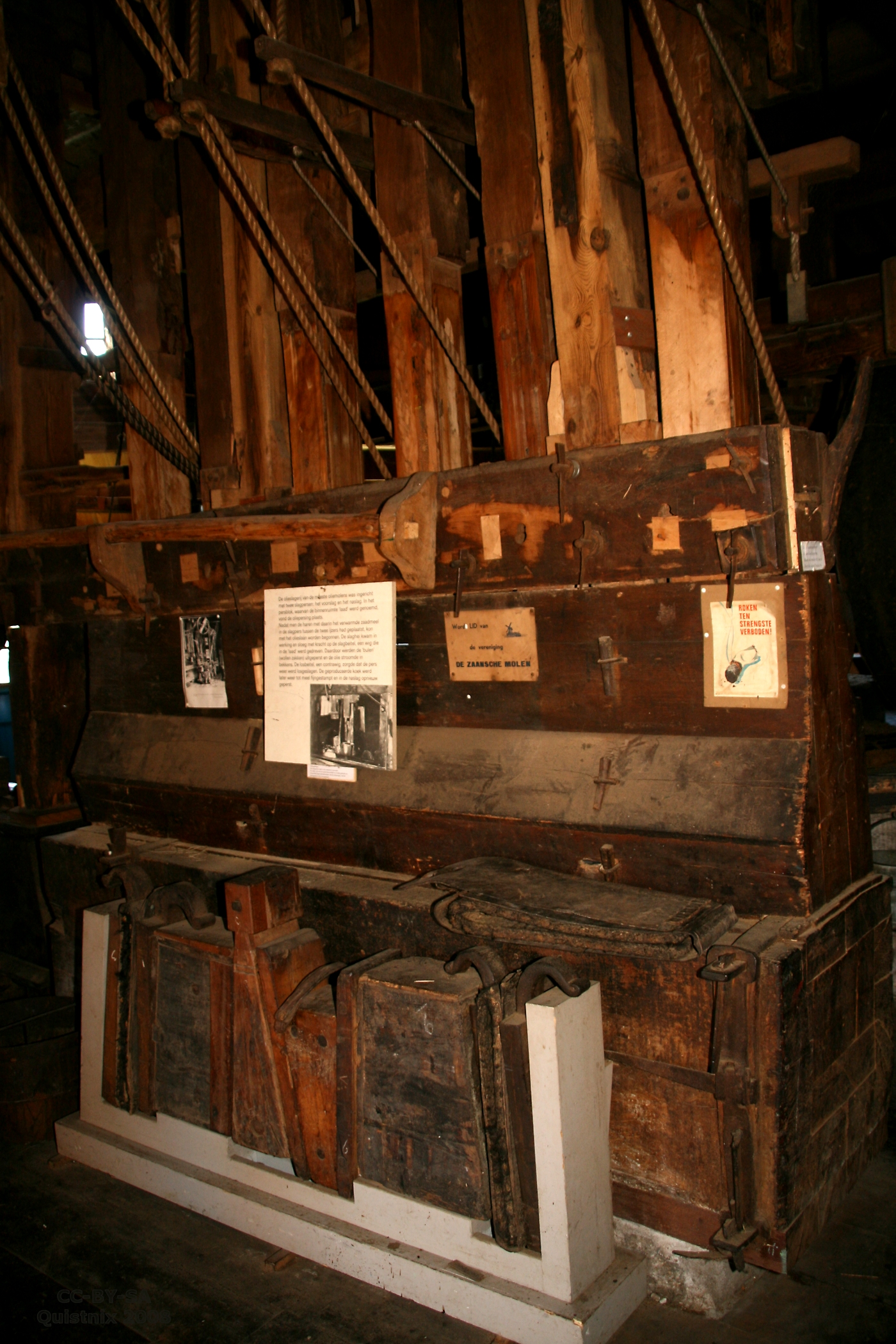
Stamp- en heiwerk
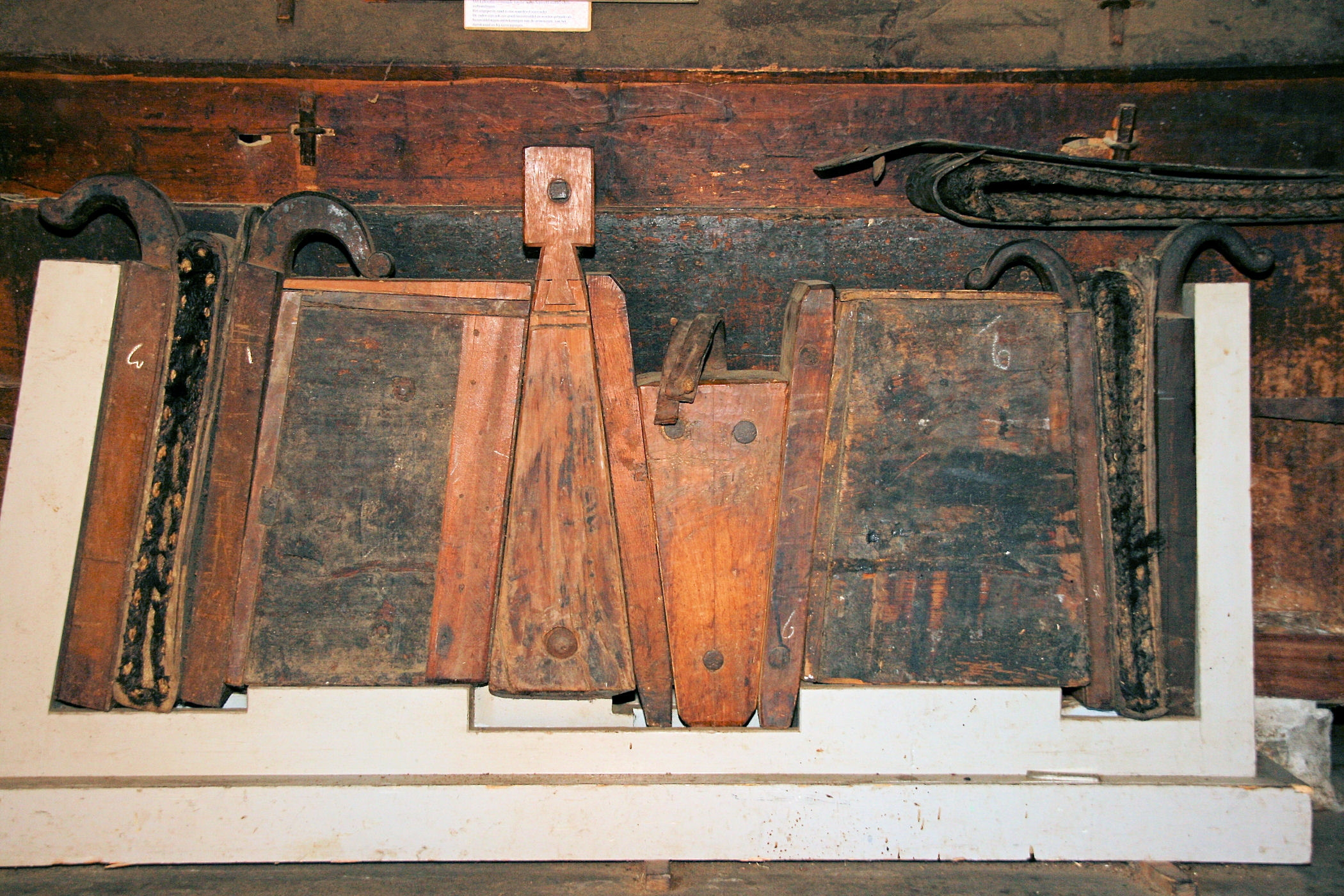
Doorsnede stamp- en heiwerk
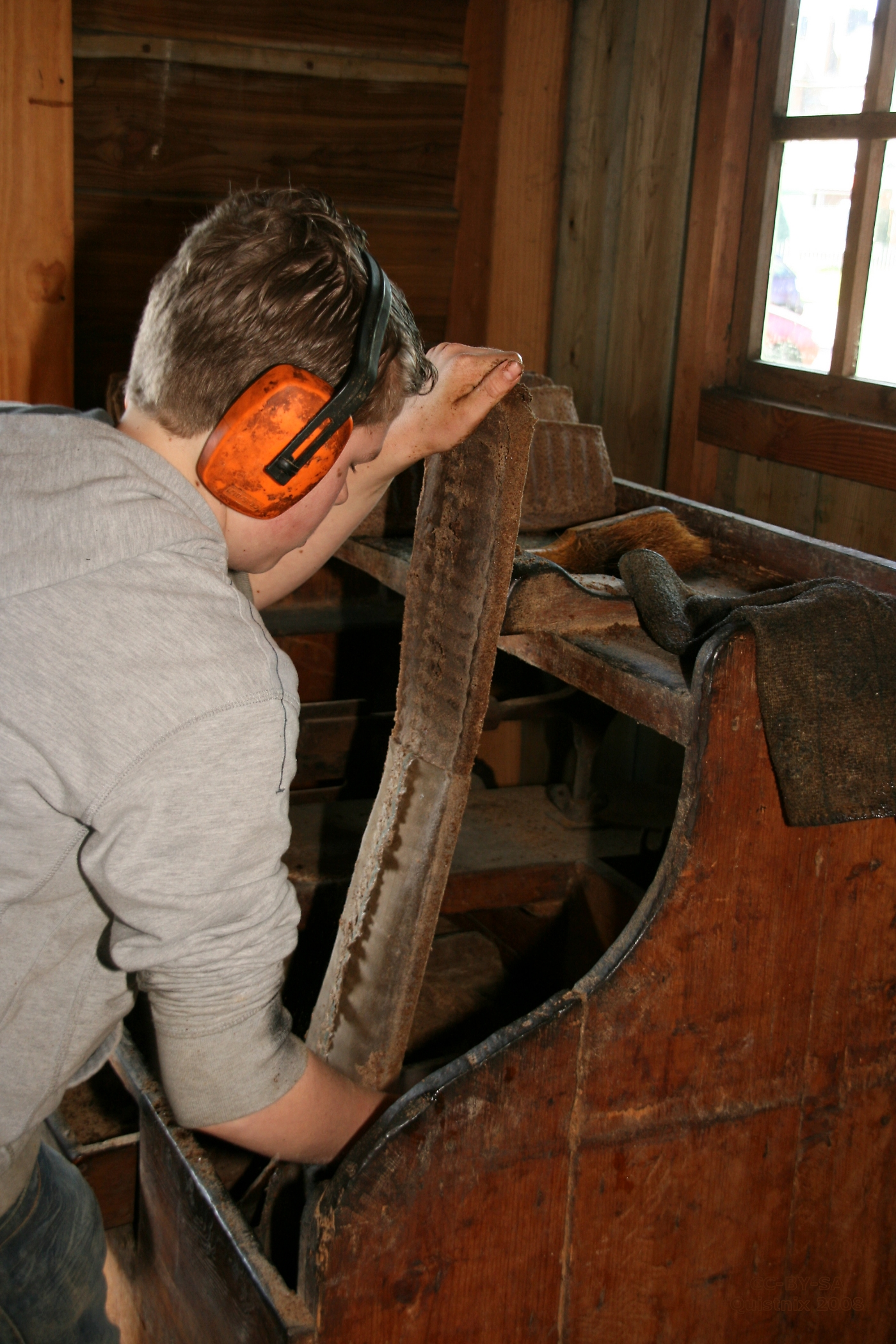
Afstropen van een buul
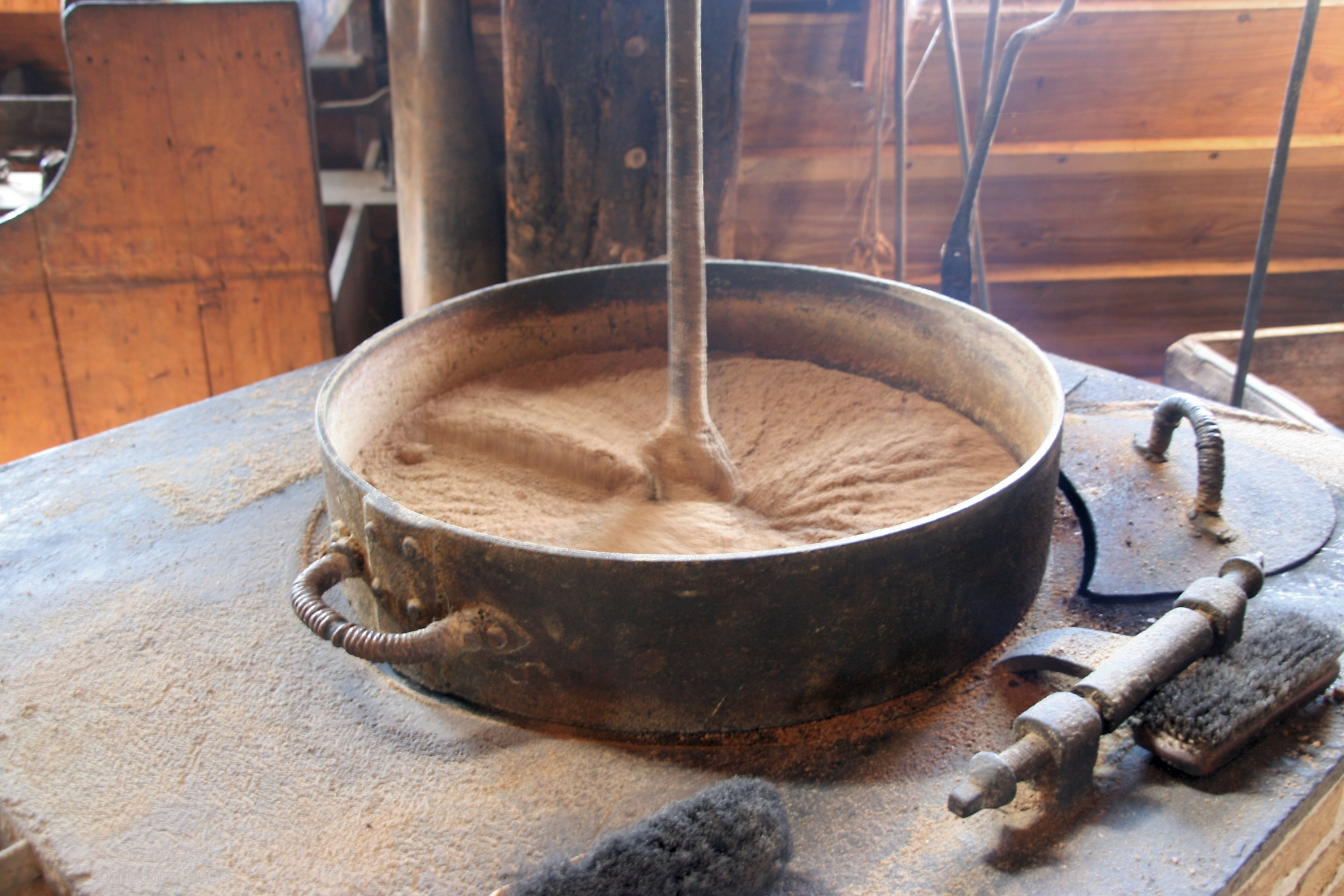
Naslagmeel op het naslagvuister
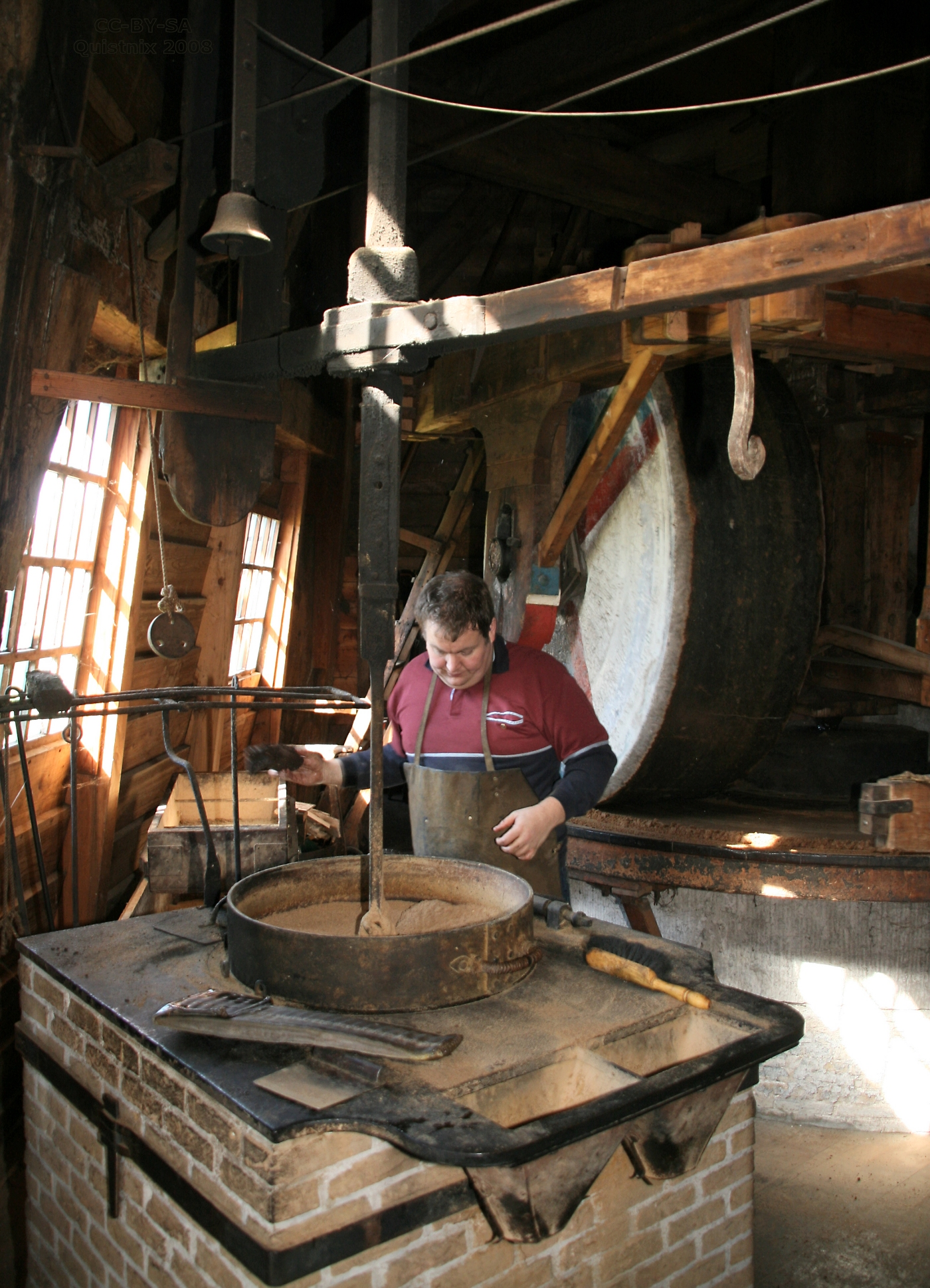
Olieslager bij naslagvuister
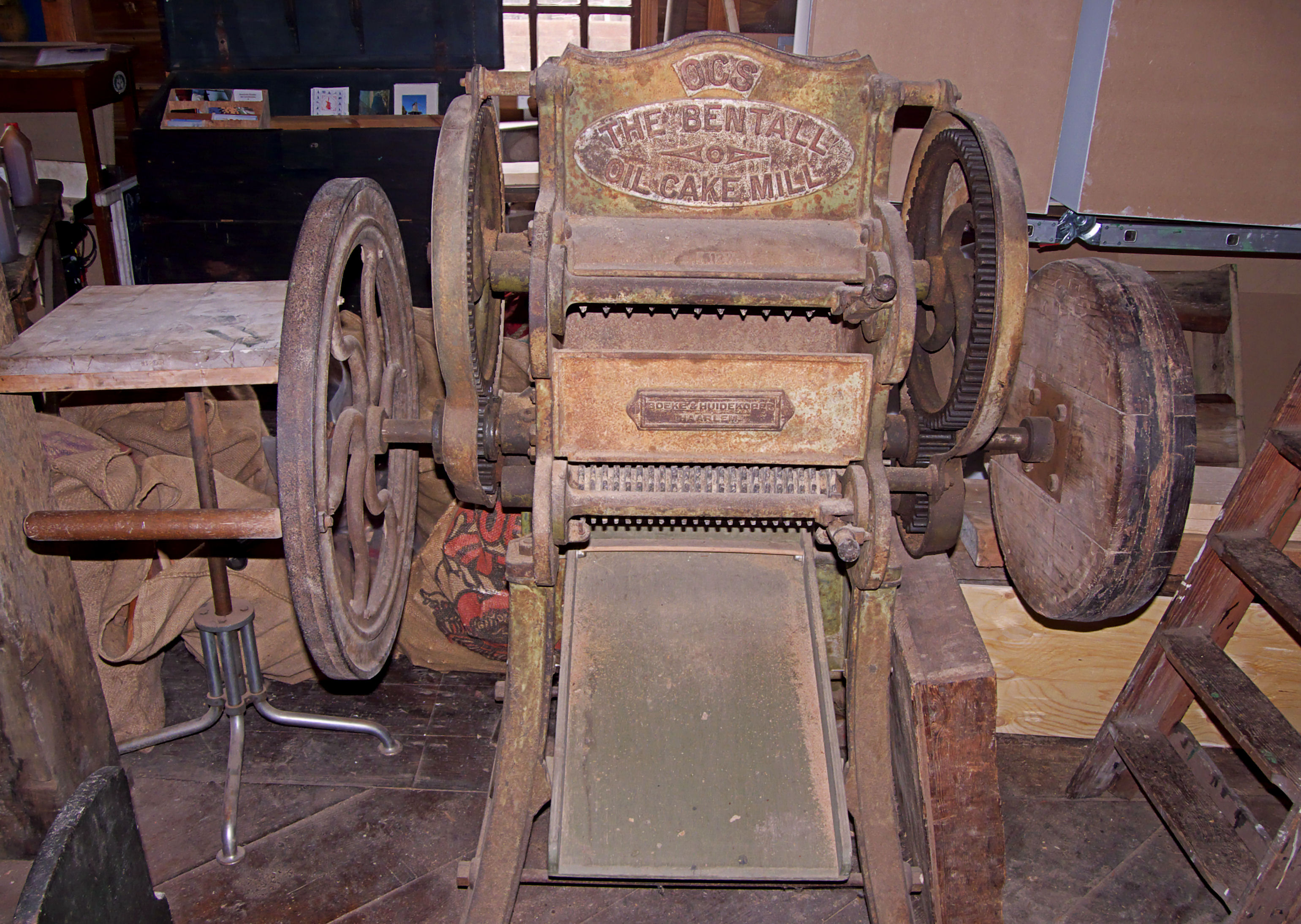
Koekenbreker
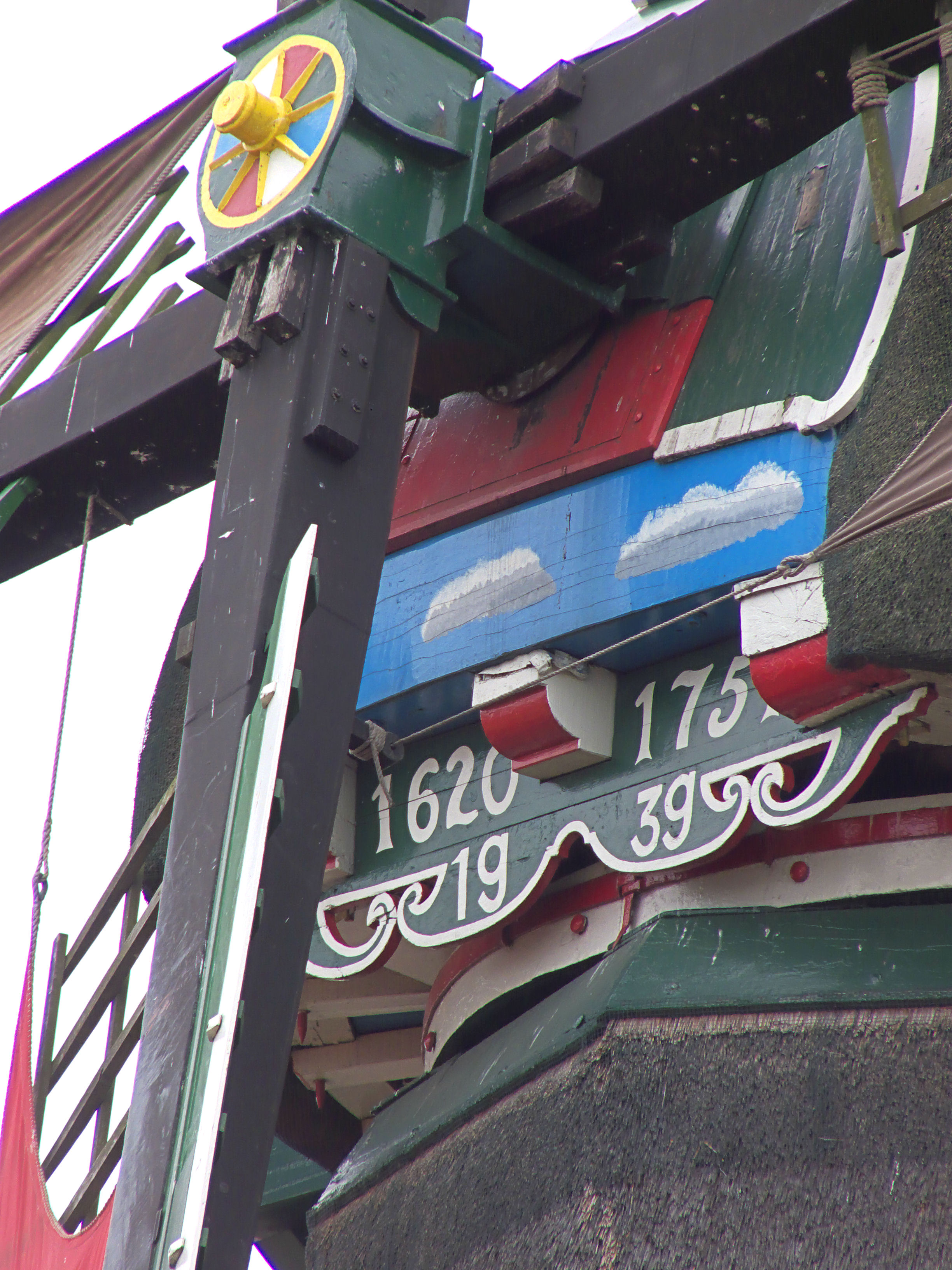
Baard